# Gunnar Jeanson
Bo Gunnar Jeanson, född 10 oktober 1898 i Göteborg, död 20 januari 1939 i Stockholm, var en svensk musikforskare och skriftställare.

## Biografi
Jeanson hörde till de musikforskare som på 1920-talet byggde vidare på Tobias Norlinds pionjärinsatser. Liksom flera av sina generationskamrater fick han sin grundläggande musikvetenskapliga skolning genom denne, och senare kompletterad med ett par perioder av studier utomlands.
Han disputerade 1926 som filosofie doktor på en avhandling om August Söderman och verkade från samma år docent i musikhistoria vid Stockholms högskola. Bland hans övriga verk märks Gunnar Wennerberg som musiker (1929). Jeanson var även redaktör för Svenska tidskrift för musikforskning och ordförande i svenska sektionen av Internationella samfundet för samtida musik. Han medverkade under signaturen G.J-n. i Svensk uppslagsbok.
Tillsammans med musikkritikern och radiochefen Julius Rabe gav Jeanson ut översiktsverket Musiken genom tiderna (1927–1931) som efter hans död 1939 utkom i ytterligare tre upplagor, den sista 1966, reviderade av Julius Rabe. Detta populärvetenskapliga verk har en mycket personlig ton. Om Beethoven och hans musik står bland annat:
Dövheten frigjorde Beethoven från bundenheten till klangens sensuella och berusande makt. Hans musik förlorar i sinnlig charm, den kräver av instrumenten ibland mer än de strängt taget kan ge, ja den kan till och med bli ful och oskön. Men den vinner en sällsam intensitet. Den bärs av en inre melodi och lyssnar till röster, som ingen hört före Beethoven.
Som organisatör gjorde Jeanson bestående insatser för Konsertföreningen i Stockholm och i ISCM:s svenska sektion. Han är begravd på Gamla kyrkogården i Kungsbacka.